# Drepanosticta krugeri
Drepanosticta krugeri är en trollsländeart som beskrevs av Harry Hyde Laidlaw, Jr. 1926. Drepanosticta krugeri ingår i släktet Drepanosticta och familjen Platystictidae. Inga underarter finns listade i Catalogue of Life.